# Cité Delaunay
 (août 2021).
Pour les articles homonymes, voir Delaunay.
La cité Delaunay est une voie située dans le 11e arrondissement de Paris, en France.